# Ocholissa bicolor
Ocholissa bicolor is een keversoort uit de familie platsnuitkevers (Salpingidae). De wetenschappelijke naam van de soort werd in 1893 gepubliceerd door Antoine Henri Grouvelle.